# Porlieria microphylla
Porlieria microphylla là một loài thực vật có hoa trong họ Zygophyllaceae. Loài này được (Baill.) Descole, O'Donell & Lourteig miêu tả khoa học đầu tiên năm 1940.